# I.R.S. Records
A I.R.S. Records foi uma gravadora que Miles Copeland III, Jay Boberg e Carl Grasso fundaram nos os EUA em 1979. Miles Copeland III foi empresário das bandas Wishbone Ash e Renaissance na década de 70. Também foi empresário do The Police, já que era irmão mais velho do baterista da banda, Stewart Copeland.
Os discos da I.R.S. foram distribuídos pela A&M Records até 1985, MCA Records até 1990, Enigma Records e pela EMI (que adquiriu o nome em 1994), até a casa ser fechada em 1996. En 2011, Jonathan Daniel e Bob McLynn, juntos com a EMI norte-americana, recuperaram o selo para lançar as bandas Foxy Shazam e Chiddy Bang. De acordo com o Discogs, em 1997 Copeland formou uma nova gravadora, a Ark 21 Records.
Em colaboração com a I.R.S. houve importantes bandas, como R.E.M., The Go-Gos, The Fleshtones, Black Sabbath, Oingo Boingo, Over the Rhine, The Buzzcocks, The Alarm, Wall of Voodoo, General Public, Belinda Carlisle, Camper Van Beethoven, Dread Zeppelin, Lords of the New Church, Dead Kennedys, The English Beat, Let's Active, The dB's e Fine Young Cannibals. A casa publicou uma compilação exclusivamente instrumental, IRS No Speak, emitidos por Stewart Copeland e William Orbit. I.R.S. também produziu a série da MTV, The Cutting Edge, que foi colocado no ar no domingo à noite, há uns meses (iniciados em 1986), e no filme Shakes the Clown, com a diretora Bobcat Goldthwait. I.R.S. tentou assinar um contrato com o Green Day em 1990, mas a banda foi obrigada a recusar por causa de um anterior contrato com a Lookout! Records.
"I.R.S." - "Internacional Record Syndicate" (ou "Independent Record Syndicate" em algumas publicações recentes), não deve ser confundido com o Internal Revenue Service, a agência encargos dos Estados Unidos.